# Vierge à l'Enfant avec sainte Anne (Dürer)

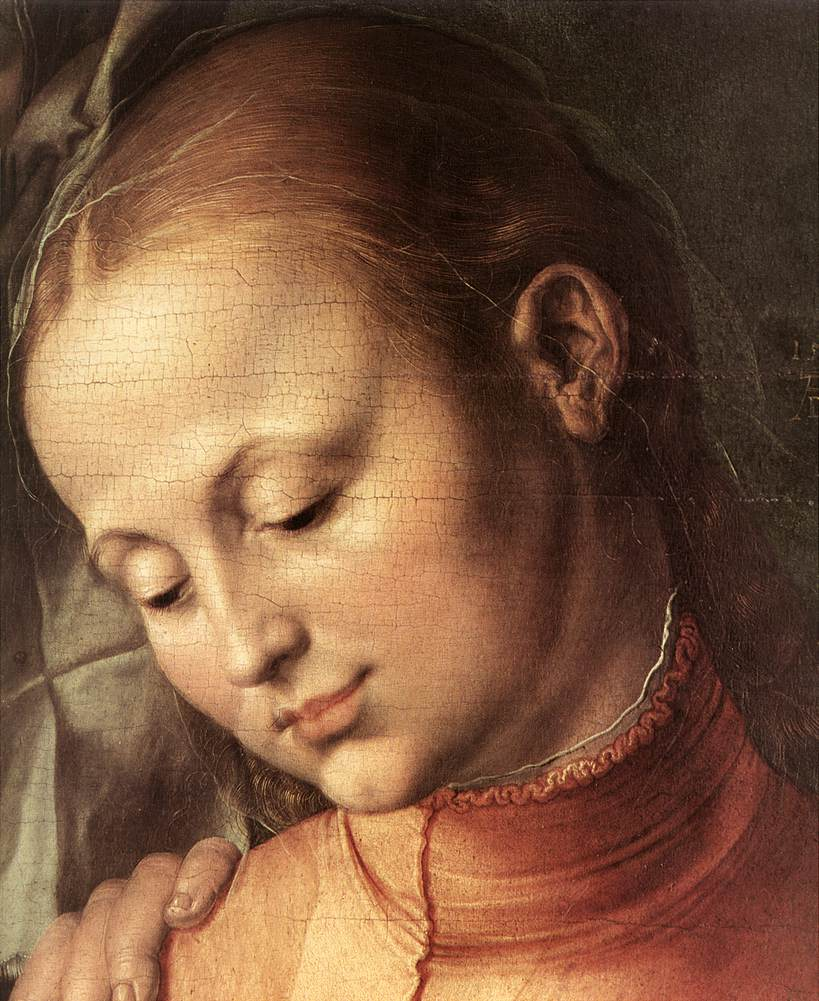
Détail

Vierge à l'Enfant avec sainte Anne est une peinture à la détrempe et à huile sur panneau de bois réalisée par l'artiste allemand de la Renaissance Albrecht Dürer, sur le thème de Sainte Anne trinitaire. Elle est signée et datée de 1519 au centre de la bordure droite, bien que cela ait pu être ajouté plus tard. À l'origine sur panneau, elle a ensuite été transférée sur toile et se trouve maintenant conservée au Metropolitan Museum of Art de New York .

## Histoire
Le tableau appartenait à Gabriel Tucher de Nuremberg, lui et sa famille étaient des partisans dévoués de l'artiste. Un croquis préparatoire de l'œuvre subsiste à l'Albertina de Vienne, datant peut-être de 1519 et représentant sainte Anne (avec, comme modèle, de l'épouse du peintre, Agnès) peinte en gris avec des reflets sur un fond sombre. Dans la peinture, elle porte un bonnet fermé sous son menton, alors très à la mode à Nuremberg. 
En 1630, Maximilien Ier, électeur de Bavière, l'a acquis et il a été exposé au château de Schleissheim jusqu'au milieu du XIXe siècle. Les repeints ainsi que  son mauvais état de conservation ont conduit à le vendre des collections bavaroises comme une simple copie d'après Dürer et, après être passé par des collections privées à Munich et Odessa, il est parvenu aux États-Unis. Là, il a été acquis par Benjamin Altman, qui l'a donné à son propriétaire actuel. Les restaurations ultérieures ont restauré son statut d'œuvre autographe de l'artiste. 